# Il ritorno dello Jedi (fumetto)
Star Wars - Il ritorno dello Jedi  (Star Wars: Return of the Jedi) è una miniserie a fumetti statunitense, pubblicata in quattro volumi a cadenza mensile da Marvel Comics tra l'ottobre 1983 e il gennaio 1984. La storia è stata scritta da Archie Goodwin e disegnata da Al Williamson e Carlos Garzon. L'opera fa parte dell'Universo espanso di Guerre stellari e costituisce l'adattamento del terzo e ultimo film della trilogia originale: Il ritorno dello Jedi.

## Trama
L'Impero Galattico, sotto la direzione dello spietato imperatore Palpatine, sta costruendo una seconda Morte Nera per schiacciare l'Alleanza Ribelle una volta per tutte. I ribelli preparano quindi un attacco per distruggere definitivamente l'Impero. Nel frattempo, Luke Skywalker, divenuto ormai un Jedi, si prepara allo scontro finale contro il temibile Dart Fener.

## Storia editoriale
I primi due film di Guerre stellari vennero entrambi adattati in sei numeri all'interno della serie regolare a fumetti Star Wars. Per Il ritorno dello Jedi la Marvel Comics decise invece di pubblicare l'adattamento in una miniserie indipendente di quattro volumi. Il team creativo incaricato di occuparsene fu lo stesso dell'adattamento de L'Impero colpisce ancora: Archie Goodwin alla sceneggiatura e Al Williamson e Carlos Garzon ai disegni. Per le copertine venne scelto invece Bill Sienkiewickz. Il primo numero venne pubblicato poco dopo l'uscita del film a ottobre 1983 e l'ultimo volume uscì nel gennaio 1984. La miniserie venne pubblicata anche nel Regno Unito dalla Marvel UK, in albi contenenti meno pagine ma con cadenza settimanale, che hanno il primato di essere il primo fumetto stampato a colori nel Regno Unito.
Il fumetto è stato anche riedito in volume unico e pubblicato in alcune raccolte insieme alle storie della serie regolare Star Wars. L'ultima versione a essere pubblicata è un'edizione rimodernata, in formato più grande, ricolorata digitalmente da Chris Sotomayor e con una nuova copertina ad opera di Adi Granov, edita il 10 novembre 2015 dalla Marvel dopo essere tornata in possesso dei diritti sui fumetti della serie.
L'edizione italiana del fumetto è stata pubblicata per la prima volta dalla Panini Comics insieme alla serie regolare Star Wars all'interno della collana Star Wars Omnibus nel 2016. Il 3 novembre 2016 la Panini ha edito anche l'edizione italiana della riedizione del 2015.

### Volumi
| N. | Titolo                         | Data pubblicazione | Testi          | Disegni                       | Fonte |
| -- | ------------------------------ | ------------------ | -------------- | ----------------------------- | ----- |
| 1  | In the Hands of Jabba the Hutt | 1º ottobre 1983    | Archie Goodwin | Al Williamson e Carlos Garzon | [ 5 ] |
| 2  | The Emperor Commands           | 1º novembre 1983   | Archie Goodwin | Al Williamson e Carlos Garzon | [ 6 ] |
| 3  | Mission to Endor               | 1º dicembre 1983   | Archie Goodwin | Al Williamson e Carlos Garzon | [ 7 ] |
| 4  | The Final Duel                 | 1º gennaio 1984    | Archie Goodwin | Al Williamson e Carlos Garzon | [ 8 ] |